# Mu Virginis
Mu Virginis (Rijl al Awwa, 107 Virginis) é uma estrela na direção da constelação de Virgo. Possui uma ascensão reta de 14h 43m 03.56s e uma declinação de −05° 39′ 26.7″. Sua magnitude aparente é igual a 3.87. Considerando sua distância de 61 anos-luz em relação à Terra, sua magnitude absoluta é igual a 2.51. Pertence à classe espectral F2III.